# Peter Mans
Peter Mans (* vor 1940; † nach 1957) war ein südafrikanischer Snookerspieler, der unter anderem für einige Zeit Titelträger der South African Professional Championship war.

## Karriere
Peter Mans gehörte ein Snookerclub in Südafrika. 1940 wurde er Vater eines Sohnes, der sich in seinem Club für das Snookerspiel zu interessieren begann. Perrie Mans wurde später professioneller Snookerspieler und war sogar erfolgreicher als sein Vater. 1946 spielte Peter Mans gegen Freddie van Rensberg um die South African Professional Championship, ein Spiel, das zugunsten von van Rensberg ausging. 1948 konnte Mans allerdings den Titel erobern, ehe er ihn 1950 wieder an van Rensberg verlor. Noch 1948 hatte er ein Herausforderungsduell gegen Horace Lindrum im australischen Melbourne bestritten. Während der zweiwöchigen Partie spielte Lindrum zehn Century Breaks und Mans zwei, was einen damaligen Rekord für die Anzahl von Century Breaks in einer Partie bedeutete. Im selben Jahr nahm Mans am News of the World Tournament ein, er landete allerdings mit einigen Niederlagen im Mittelfeld der Abschlusstabelle. Kurz danach nahm er an der Snookerweltmeisterschaft teil und schied im Viertelfinale gegen George Chenier aus Kanada aus. Sechs Jahre später versuchte er nochmals bei der South African Professional Championship sein Glück und forderte van Rensberg heraus, der seinen Titel aber verteidigen konnte. Ein Jahr später kam es erneut zu einem Duell zwischen Mans und Horace Lindrum, diesmal in Südafrika, wobei Lindrum mit einem 143er-Break das damals höchste Break auf südafrikanischem Boden spielte.

## Erfolge
| Ausgang       | Jahr | Turnier                                 | Finalgegner          | Ergebnis  |
| ------------- | ---- | --------------------------------------- | -------------------- | --------- |
| Profiturniere |      |                                         |                      |           |
| Zweiter       | 1946 | South African Professional Championship | Freddie van Rensberg | 6:11      |
| Sieger        | 1948 | South African Professional Championship | Freddie van Rensberg | unbekannt |
| Zweiter       | 1946 | South African Professional Championship | Freddie van Rensberg | unbekannt |
| Zweiter       | 1946 | South African Professional Championship | Freddie van Rensberg | 8:12      |